# Eline - de første 16 måneder
Eline - de første 16 måneder er en dansk dokumentarfilm fra 1973 med instruktion og manuskript af Lise Roos.

## Handling
En filmisk registrering af de karakteristiske faser i et normalt barns udvikling.